# Морская лисица
Морская лисица, или колючий скат, или шиповатый скат (лат. Raja clavata), — вид скатов из семейства ромбовых скатов. Обитает у восточного побережья Атлантического океана от Исландии, Норвегии и Северного моря до Южной Африки. Присутствует в Средиземном, Чёрном морях, был обнаружен в Азовском море.

## Внешний вид
Тело морских лисиц ромбообразное, голова короткая, а крылоподобные грудные плавники на концах заострённые. Верхняя часть шершавая и усеянная шипами, покрытая узором из светлых и тёмных пятен. Нижняя сторона белая. На задней части хвоста, покрытого светлыми и тёмными поперечными полосками, два маленьких спинных плавника. Характерен ряд стройных иглообразных шипов на спине и верхней части хвоста. У зрелых особей имеются дополнительные шипы на верхней и нижней стороне крыльев. Самцы достигают величины от 70 см, а величина самок доходит до 120 см.

## Образ жизни
Морские лисицы обитают на песчаном и илистом дне моря на глубине от 20 до 300 м. На востоке Ионического моря их встречали на глубине до 577 м. Они питаются обитающими на дне беспозвоночными, прежде всего ракообразными, а также небольшой рыбой.
Как и для всех скатов, для морских лисиц характерно яйцерождение. спариваются с февраля по сентябрь с пиком в июне. В Средиземном море самки откладывают яйца зимой и весной, а в северо-западной Европе — только весной. После этого самки на протяжении нескольких недель ежедневно откладывают по яйцу, за год одна самка может отложить до 170 яйцевых капсул, но в среднем плодовитость составляет около 48—74 яиц в год. Яйцевые капсулы продолговатой формы, достигают 5—9 см в длину и 3,4—6,8 см в ширину, по углам с жёсткими заострёнными шипами. Зародыши питаются только за счёт запаса желтка. По истечении четырёх-пяти месяцев из них появляются на свет детёныши, длина которых при рождении составляет около 11—13 см.